# كابيري (آلهة العالم السفلي)

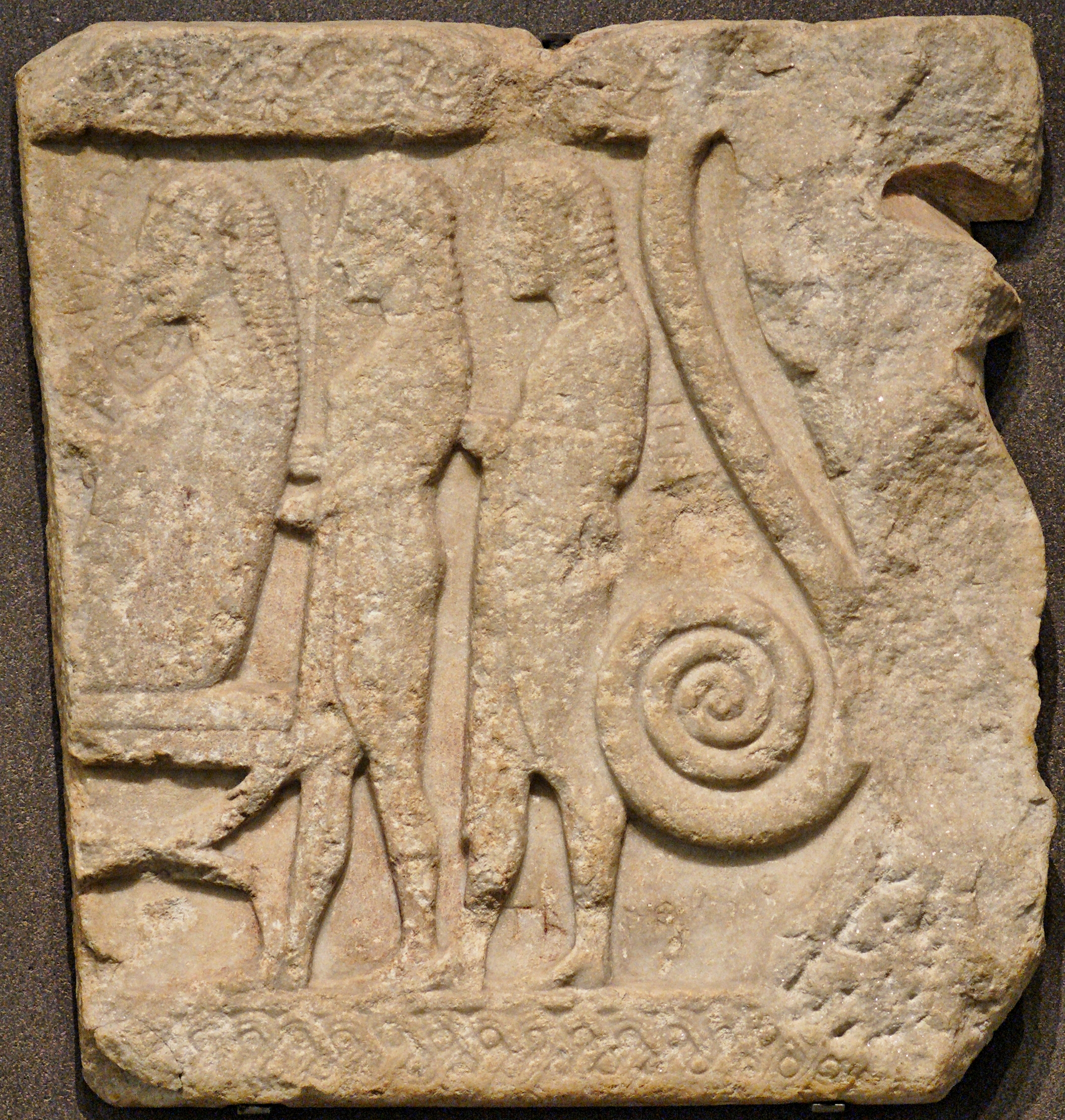
كاليفورنيا. 560 ق، اللوفر

كابيري (بالإنجليزية: Cabiri)‏ كان الكابريون آلهة فريجية للعالم السفلى chthonic والخصب وحماية البحارة، انتقلوا إلى اليونان من فريجيا. هم أبالسة سريون ارتبطت عبادتهم السرية بهیفیستوس Hephaestus. وفي العصور الكلاسيكية كان عددهم لا يزيد عن اثنين لكن العدد يختلف من عصر إلى عصر. وهذان الربان هما إكسيوسيرسوس Axiocersus وابنه کادمیلوس Cadmilus كما أن هناك ربتان ها أكسيروس Axierus وأكيوسيرسا Axiocersa. لكن الدور الذي لعبوه كان دورا ثانويا. ومع ذلك كانت هناك معابد کابيرية في طيبة وبويتيا وأليمنوس وإمبروس، وبالأخص في ساموتراقيا. ففي هذه الجزيرة ظلت الأسرار تحظى بأهميتها وظلت بقايا منها: الأناكتورون (500 قبل الميلاد) وهو المركز الرئيسي لعبادة الكابيريين؛ والسكريستي Sacristy حيث حفظت قوائم الخبراء؛ والتينيموس، القصر الذي كان يحتفل فيه، مع معبد قديم باق؛ والمعبد الجديد (ظل حتى 275 قبل الميلاد) حيث حفر التمثال الشهير لربة النصر نايكي Nike. وتوحد الكابيريون مع الديوسكوري Dioscuri والكوريتس Curetes والكوريانتس Corybantes، ومع البيناتیس Penates في روما.